# Adoretus kaszabi
Adoretus kaszabi är en skalbaggsart som beskrevs av S. Endrödi 1964. Adoretus kaszabi ingår i släktet Adoretus och familjen Rutelidae. Inga underarter finns listade i Catalogue of Life.